# Schönewalde
Schönewalde is een gemeente in de Duitse deelstaat Brandenburg, en maakt deel uit van het Landkreis Elbe-Elster.
Schönewalde telt 3.056 inwoners.